# Lista de prêmios e indicações recebidos por Aurora
Esta é a lista de prêmios e indicações recebidos por Aurora, artista musical da Noruega, que consiste em 12 gratificações entre 34 nomeações.

## Prêmios e indicações
| Ano                               | Recipiente(s)                         | Categoria                                             | Resultado | Ref.    |
| by:Larm                           | by:Larm                               | by:Larm                                               | by:Larm   | by:Larm |
| --------------------------------- | ------------------------------------- | ----------------------------------------------------- | --------- | ------- |
| 2014                              | Aurora                                | Prêmio Role Model                                     | Venceu    | [ 1 ]   |
| European Border Breakers Awards   |                                       |                                                       |           |         |
| 2015                              | Aurora                                | Prêmio de Escolha Pública                             | Indicado  | [ 2 ]   |
| 2015                              | Running with the Wolves               | Noruega                                               | Venceu    | [ 3 ]   |
| Edvardprisen                      |                                       |                                                       |           |         |
| 2023                              | "The Devil is Human"                  | Texto                                                 | Indicado  | [ 4 ]   |
| 2025                              | What Happened to the Heart?           | Popular                                               | Pendente  | [ 5 ]   |
| GAFFA Awards (Noruega)            |                                       |                                                       |           |         |
| 2016                              | Aurora                                | Artista Solo Norueguês do Ano                         | Venceu    | [ 6 ]   |
| 2017                              | All My Demons Greeting Me as a Friend | Álbum Norueguês do Ano                                | Venceu    | [ 7 ]   |
| 2019                              | Aurora                                | Artista Solo Norueguês do Ano                         | Venceu    | [ 8 ]   |
| Guild of Music Supervisors Awards |                                       |                                                       |           |         |
| 2018                              | "Life on Mars"                        | Melhor Canção/Gravação Criada para Televisão          | Indicado  | [ 9 ]   |
| MTV Europe Music Awards           |                                       |                                                       |           |         |
| 2016                              | Aurora                                | Melhor Ato Norueguês                                  | Indicado  | [ 10 ]  |
| Music+Sound Awards                |                                       |                                                       |           |         |
| 2023                              | "Hunting Shadows"                     | Melhor Composição Original em um Trailer de Videogame | Indicado  | [ 11 ]  |
| Musikkforleggerprisen             |                                       |                                                       |           |         |
| 2019                              | "Forgotten Love"                      | Obra do Ano – Música Popular (com Martin Sjølie)      | Indicado  | [ 12 ]  |
| 2022                              | "Sofia" (com Askjell e Iris Caltwait) | Obra do Ano – Música Popular                          | Indicado  | [ 13 ]  |
| 2025                              | Aurora                                | Autor do Ano – Música Popular                         | Indicado  | [ 14 ]  |
| NOPA Awards                       |                                       |                                                       |           |         |
| 2014                              | "Runaway"                             | Bolsa de Estudos NOPA                                 | Venceu    | [ 15 ]  |
| P3 Gull                           |                                       |                                                       |           |         |
| 2014                              | Aurora                                | Revelação do Ano                                      | Indicado  | [ 16 ]  |
| 2021                              | Aurora                                | Artista do Ano                                        | Indicado  | [ 17 ]  |
| 2022                              | Aurora                                | Prêmio P3                                             | Honraria  | [ 18 ]  |
| Silver Clef Awards                |                                       |                                                       |           |         |
| 2025                              | Aurora                                | Prêmio de Música Contemporânea                        | Honraria  | [ 19 ]  |
| Spellemannprisen                  |                                       |                                                       |           |         |
| 2016                              | Aurora                                | Revelação do Ano e Bolsa de Estudos Gramo             | Venceu    | [ 20 ]  |
| 2016                              | "Running with the Wolves"             | Canção do Ano                                         | Indicado  | [ 21 ]  |
| 2017                              | All My Demons Greeting Me as a Friend | Álbum do Ano                                          | Indicado  | [ 22 ]  |
| 2017                              | All My Demons Greeting Me as a Friend | Solista Pop                                           | Venceu    | [ 23 ]  |
| 2017                              | "I Went Too Far"                      | Videoclipe do Ano                                     | Venceu    | [ 23 ]  |
| 2019                              | "Queendom"                            | Videoclipe do Ano                                     | Indicado  | [ 24 ]  |
| 2020                              | Aurora                                | Sucesso Internacional do Ano                          | Indicado  | [ 25 ]  |
| 2022                              | Aurora                                | Sucesso Internacional do Ano                          | Venceu    | [ 26 ]  |
| 2023                              | The Gods We Can Touch                 | Produtor do Ano (com Magnus Skylstad)                 | Indicado  | [ 27 ]  |
| 2023                              | The Gods We Can Touch                 | Pop                                                   | Indicado  | [ 27 ]  |
| 2023                              | "A Temporary High"                    | Videoclipe do Ano                                     | Indicado  | [ 27 ]  |
| 2025                              | What Happened to the Heart?           | Lançamento do Ano                                     | Indicado  | [ 28 ]  |
| 2025                              | What Happened to the Heart?           | Pop Alternativo                                       | Indicado  | [ 28 ]  |
| Tise Awards                       |                                       |                                                       |           |         |
| 2024                              | Aurora                                | Perfil Cultural do Ano                                | Indicado  | [ 29 ]  |
| UK Music Video Awards             |                                       |                                                       |           |         |
| 2022                              | A Touch of the Divine                 | Melhor Vídeo ao Vivo                                  | Indicado  | [ 30 ]  |